# Rok Oblak
Rok Oblak (* 16. Juli 2001) ist ein slowenischer Skispringer.

## Werdegang
Oblak betrieb zunächst die Nordische Kombination, verlegte sich dann aber auf das Spezialspringen. Im September 2017 nahm er erstmals am Alpencup teil. Im darauf folgenden Februar gewann Oblak mit der slowenischen Mannschaft bei den Nordischen Skispielen der OPA Gold. Im FIS Cup ging er seit dem 20. Januar 2018 an den Start und konnte im Jahr 2022 drei dritte Plätze erzielen.
Seit dem 26. Februar 2022 gehört Oblak zur slowenischen Auswahl für den Continental Cup und punktete im September 2022 in Stams erstmals. 2023 gab er sein Debüt im Grand Prix.
Er ist nicht mit dem gleichnamigen slowenischen Snowboarder (* 1986) identisch.

## Statistik

### Weltcup-Platzierungen
| Saison  | Platz | Punkte |
| ------- | ----- | ------ |
| 2024/25 | 65.   | 0002   |

### Grand-Prix-Platzierungen
| Saison | Platz | Punkte |
| ------ | ----- | ------ |
| 2023   | 73.   | 012    |

### Continental-Cup-Platzierungen
| Saison  | Sommer | Sommer | Winter | Winter | Gesamt | Gesamt |
| Saison  | Platz  | Punkte | Platz  | Punkte | Platz  | Punkte |
| ------- | ------ | ------ | ------ | ------ | ------ | ------ |
| 2022/23 | 036.   | 047    | 038.   | 134    | 038.   | 181    |